# Sören Järelöv
Hans-Erik Sören Järelöv, född 10 januari 1965, är en svensk före detta fotbollsmålvakt med smeknamnet Zamora.
Järelöv kom från Västra Frölunda IF men värvades därifrån av Bosse Falk till Gais. Han blev som 17-åring ordinarie förstemålvakt 1982. Gais spelade då i division tre. Sju år senare kom klubben trea i allsvenskan, och Sören Järelöv spelade en viktig roll i klubbens raska marsch uppåt i seriesystemet. Järelöv stannade kvar i Gais till och med säsongen 1995, efter vilken han gick över till ärkerivalen IFK Göteborg där han spelade åren 1996-2000. I IFK blev han under de sista åren andremålvakt bakom Bengt Andersson. Järelöv och Andersson hade spelat tillsammans i Gais under tidigt 1980-tal, men då med Järelöv som förste- och Andersson som andremålvakt.
Under karriären har han hunnit med att bli Gais meste spelare någonsin med sina 323 matcher (varav 133 i allsvenskan) i den grönsvarta tröjan.
Under några år på 2000-talet var Järelöv tillbaks i Gais, då som målvaktstränare.  Han har under ett flertal år varit tränare för Vallens IF:s p97 samt U-lag. 2015 tog han över Vallens IF:s B-lag som spelar i div 5.